# The Dalles
The Dalles (französisch dalle ‚Steinplatte‘) ist eine Stadt in Wasco County im US-Bundesstaat Oregon. Das U.S. Census Bureau hat bei der Volkszählung 2020 eine Einwohnerzahl von 16.010 ermittelt.

## Geschichte
Lewis und Clark kampierten während ihrer Expedition nahe dem Bach Mill Creek vom 25. bis 27. Oktober 1805. Die erste Erwähnung von „Dalles“ findet sich im Buch Narrative aus dem Jahre 1814. The Dalles war auch eine Station des Oregon Trails.
The Dalles erhielt 1857 das Stadtrecht. Heute ist sie das bedeutsamste wirtschaftliche Zentrum zwischen Portland und Pendleton.
Im Jahr 1984 wurde die Stadt Opfer eines bioterroristischen Anschlags der Bhagwan-Sekte. 751 Personen wurden mit Salmonellen infiziert, die die Anhänger der Sekte in zehn Salatbars verbracht hatten. Dies war der erste Anschlag dieser Art in den Vereinigten Staaten.

## Geographie
The Dalles befindet sich am Columbia River und hat folgende Straßenanbindungen: Interstate 84 (West) und U.S. Highway 30, sowie der über die The Dalles Bridge führende U.S. Highway 197.

## Wirtschaft
In The Dalles ist eines der weltweit größten Rechenzentren des Konzerns Google ansässig. Im April 2023 wurde berichtet, dass dieses Rechenzentrum mehr als 25 % der Wasserreserven des Ortes zur Kühlung verbraucht.

## Persönlichkeiten
- Nancy Bayley (1899–1994), Entwicklungspsychologin

## Sonstiges
- In der West Ninth Street auf Nummer 100 befindet sich das historische Glenn Hugh House.
- Es besteht eine Gemeindepartnerschaft mit Ikeda, Japan.